# Rekishi ni Nokoru Akujo ni Naru zo: Akuyaku Reijō ni Naru hodo Ōji no Dekiai wa Kasoku suru yō desu!
Rekishi ni Nokoru Akujo ni Naru zo: Akuyaku Reijō ni Naru hodo Ōji no Dekiai wa Kasoku suru yō desu! (jap. 歴史に残る悪女になるぞ 悪役令嬢になるほど王子の溺愛は加速するようです) ist ein japanischer Online-Fortsetzungsroman von Izumi Okido, der seit 2018 erscheint und seither in mehrere andere Medien umgesetzt wurde. So kamen Adaptionen als Light Novel, Manga und Anime heraus. Der Manga erschien auf Deutsch als Lieb mich, ich bin die Böse! und der Anime wurde international als I’ll Become a Villainess Who Goes Down in History bekannt.

## Inhalt
Eine junge Frau hasst gutmütige Heldinnen, wie sie in vielen romantischen Fantasy-Geschichten und -Spielen vorkommen. Dann stirbt sie bei einem Verkehrsunfall und wird in ihrem Lieblings-Videospiel wiedergeboren, einem Otome Game. Zunächst noch sieben Jahre alt weiß sie, da sie das Spiel so gut kennt, dass sie als Adelige Alicia Williams eine der Gegenspielerinnen der Protagonistin sein wird und freut sich darauf. Sie strebt danach, die schlimmste Schurkin zu werden. Mit ihren Brüdern trainiert sie den Schwertkampf und nebenbei auch noch Magie. Doch umso stärker sie sich darum bemüht und den Weg zur Macht bestreitet, umso mehr scheint der Prinz des Spiels, Duke Seeker, sich für sie zu begeistern. Der soll eigentlich, wie auch einige andere in Alicias Umfeld, einer der möglichen Beziehungen der Protagonistin sein.

## Online- und Print-Veröffentlichungen
Die von Izumi Okido geschriebene Geschichte wurde zunächst ab Dezember 2018 auf der Plattform Shōsetsuka ni Narō veröffentlicht. Der Verlag Enterbrain erwarb die Rechte und brachte den Roman mit Illustrationen von Jyun Hayase als Light Novel heraus. Der erste Band der Reihe erschien am 15. August 2019. Bis 2023 wurden insgesamt 850.000 Bände verkauft.
Eine Umsetzung als Manga wurde gezeichnet von Akari Hoshi. Die Serie startete am 5. Mai 2020 im Magazin B's-Log Comic, ebenfalls bei Enterbrain. Der Verlag brachte die Kapitel auch gesammelt in bisher fünf Bänden heraus. Eine deutsche Fassung dieser Bände erscheint seit September 2024 bei Altraverse in bisher vier Bänden (Stand Juni 2025). Die Übersetzung stammt von Sakura Ilgert. Bei Yen Press erscheint der Manga auf Englisch.

## Animeserie
Eine Umsetzung der Geschichte als Anime-Fernsehserie entstand bei Studio Maho Film unter der Regie von Yūji Yanase. Die Drehbücher schrieb Sawako Hirabayashi. Das Charakterdesign wurde von Eri Kojima und Yūko Watabe adaptiert, für die künstlerische Leitung war Chiho Fukaya zuständig und für die Kameraführung war Yukina Nomura verantwortlich. Die Tonregie führte Masanori Tsuchiya.
Der Anime wurde im August 2023 erstmals angekündigt. Die Ausstrahlung startete am 2. Oktober 2024 bei den Sendern Tokyo MX, BS11, AAB, HTB, Miyatere, RNC, TeNY, TYS, MBS und AT-X in Japan. Parallel dazu erfolgt die internationale Veröffentlichung per Streaming über die Plattform Crunchyroll, zunächst mit Untertiteln in diversen Sprachen und später in mehreren Synchronfassungen. Die deutsche Synchronfassung wird seit dem 22. Oktober 2024 veröffentlicht.

### Synchronisation
| Rolle           | japanischer Sprecher (Seiyū) |
| --------------- | ---------------------------- |
| Duke Seeker     | Kaito Ishikawa               |
| Alicia Williams | Kanna Nakamura               |
| Luke Seeker     | Takehito Koyasu              |
| Finn Smith      | Ayumu Murase                 |
| Eric Hudson     | Kent Itō                     |
| Gale Evans      | Shōya Chiba                  |
| Curtis Kenwood  | Nobuhiko Okamoto             |

### Musik
Die Musik der Serie wurde komponiert von Moe Hyūga. Das Vorspannlied ist Bad do do do von Liyuu und für den Abspann verwendete man das Lied What's Your Name? von Rin Kurusu.